# Rouède
Rouède település Franciaországban, Haute-Garonne megyében. Lakosainak száma 289 fő (2022. január 1.). Rouède Estadens, Figarol, Ganties, Montastruc-de-Salies és Montespan községekkel határos.

## Népesség
A település népessége az elmúlt években az alábbi módon változott:
| Lakosok száma | 267  | 221  | 227  | 276  | 288  | 289  | 292  | 289  | 288  | 289  |
|               | 1968 | 1982 | 1990 | 2006 | 2013 | 2015 | 2017 | 2019 | 2020 | 2022 |